# Ceratosoma attemsi
Ceratosoma attemsi är en mångfotingart som beskrevs av Karl Wilhelm Verhoeff 1907. Ceratosoma attemsi ingår i släktet Ceratosoma och familjen knöldubbelfotingar. Utöver nominatformen finns också underarten C. a. attemsi.